# Henry Fletcher Hance
Henry Fletcher Hance (Londra, 4 agosto 1827 – Xiamen, 22 giugno 1886) è stato un botanico e diplomatico britannico.

## Biografia
Compiuti gli studi a Londra e in Belgio, nel 1844 fu inviato come funzionario presso il consolato inglese di Hong Kong. 

Dieci anni dopo venne trasferito a Canton, poi, dal 1861 al 1878, fu vice-console a Whampoa.

Dal 1878 al 1881 e nel 1883 fu Console a Canton e infine, nel 1886, venne nominato Console a Xiamen, dove morì nello stesso anno.

## Attività e opere
Consacrò il suo tempo libero allo studio della flora locale e, sino al 1881 fu in contatto con Padre Pierre Jean Marie Delavay, ricevendo da lui molti esemplari di Specie locale, anche nuove, raccolte dal missionario-botanico francese, che egli classificava ed inviava in Inghilterra.

Nel 1873 pubblicò un supplemento al libro Flora Hongkongensis di George Bentham (1800 - 1884).